# Glossopteridales
Glossopteridales — це вимерлий порядок рослин, що належить до Pteridospermatophyta, або насінних папоротей, також відомих як Arberiales і Ottokariales. Вони виникли на початку пермського періоду (298.9 мільйонів років тому) на південному континенті Гондвана, але вимерли наприкінці пермського періоду (251.902 мільйонів років тому), під час пермсько-тріасового вимирання. Найвідоміший рід — Glossopteris, листоподібний рід. Іншими прикладами є Gangamopteris Glossotheca та Vertebraria.
Пермські органи розмноження пермінералізованих глоссоптеридів, знайдені в центральних Трансантарктичних горах, припускають, що насіння мало адаксіальне прикріплення до листоподібного мегаспорофілу. Це вказує на те, що Glossopteridales можна класифікувати як насіннєві папороті, і це важливо для визначення статусу групи як близьких родичів або предків покритонасінних.
Форми без середньої жилки були поширені в ранній пермі, тоді як форми середньої жилки були більш поширеними в пізній пермі.